# Heartbeat (album Jasmine Rae)
Heartbeat è il quarto album in studio della cantautrice australiana Jasmine Rae, pubblicato il 15 maggio 2015 dalla ABC Music.

## Tracce
1. Everybody Wants To Take My Money – 2:50
2. Heartbeat – 3:13
3. When I Found You – 4:09
4. Don't I Wish It Was – 2:59
5. This Is Who I Am In Love – 2:51
6. Hold My Hand (feat. Adam Brand) – 4:19
7. Zombie Love – 3:05
8. Eggs In A Basket – 3:08
9. Lose You All Over Again – 3:54
10. Quit This Time – 3:33
11. We Don't Know Any Other Way – 3:02
12. Fly Away – 3:33

## Classifiche
| Classifica (2015) | Posizione massima |
| ----------------- | ----------------- |
| Australia         | 41                |